# Chromalizus sjostedti
Chromalizus sjostedti är en skalbaggsart som först beskrevs av Aurivillius 1903.  Chromalizus sjostedti ingår i släktet Chromalizus och familjen långhorningar. Inga underarter finns listade i Catalogue of Life.